# Leo Schlegel
Leo Schlegel  OCist, geb. Karl Fidel Schlegel  (* 1873 in Flums; † 15. Oktober 1938 in der Abtei Wettingen-Mehrerau), war ein Schweizer Zisterziensermönch.

## Leben
Karl Fidel Schlegel trat 1892 in die Zisterzienserabtei Wettingen-Mehrerau ein,  nahm den Ordensnamen Leo Schlegel an und wurde 1898 zum Priester geweiht. Er studierte die italienische Sprache in Cortona und unterrichtete ab 1900 als Lehrer für Italienisch und Latein am Collegium Bernardi in Wettingen-Mehrerau. Außerdem war er als Aushilfsprediger in den Pfarreien der Umgebung und als Katechet der Schulkinder in der Pfarrei Mariahilf in Bregenz tätig. Er übersetzte Schriften aus dem Italienischen.

## Schriften (Auswahl)
- Contardo Ferrini, ein Mann des Glaubens und der Wissenschaft. Borgmeyer, Hildesheim. 1923, OCLC 315202254.
- Das Kleinod der christlichen Mädchen (Die heilige Jungfräulichkeit) von Josef Frassinetti, Prior zu St. Sabina in Genua. Nach der 27. Auflage des Originals ins Deutsche übertragen. München. Seyfried. 1930, OCLC 72190354.
- Der selige Bischof Vinzenz Maria Strambi, Passionist 1745–1824 Dell'Addolorata, Stanislao. Hildesheim. Borgmeyer. 1927, OCLC 72278925.
- Der selige Johannes Bosco. 2 Bände. Salotti, Carlo, 1870–1947. München. Salesianer-Verlag. 1930, OCLC 1071320924.
- Don Michael Rua (1837–1910): ein zweiter Don Bosco. 2 Bände. Von Angelo Amadei. München. Salesianer-Verlag. 1936, OCLC 632878093.
- Ein neues Vorbild der Jugend. Gemma Galgani. Besonders den lieben Kommunionkindern gewidmet. Kevelaer. Butzon & Bercker, OCLC 972527958.
- Gnaden-Novene zum seligen Johannes Bosco nebst einer Meß und Kommunionandacht zu Ehren des Seligen. Verlag der Salesianer, München, OCLC 721131795.
- Eine Passionsblume vor dem Tabernakel. Von Pagani-Schlegel. Donauwörth. 1923, OCLC 696014348.
- Elisabeth Canori-Mora. Linz. Katholischer Preßverein. 1923, OCLC 315553136.
- Gemma Galgani, Briefe und Ekstasen. Hausen & Cie. Saarlouis. 1913, OCLC 928332197.
- Josef Frassinetti, Prior von S. Sabina in Genua, 1804–1868: vom Leben und Wirken eines Kämpfers für das Gottesreich auf Erden, OCLC 72320798.
- Kardinal Mariano Rampolla del Tindaro Sinopoli di Giunta, von G. Pietro. Hildesheim. Borgmeyer. 1929, OCLC 253054129.
- Leben der Jungfrau und Dienerin Gottes, Gemma Galgani. 7. verbesserte Auflage. Hausen-Saarlouis. 1914, OCLC 1076103625.
- Leben des ehrwürdigen Diener Gottes Johann Nepomuk v. Tschiderer Fürstbischofs von Trient: nach den Prozeßakten und beglaubigten Urkunden dargestellt von Antonio Tait, OCLC 601583080.
- Maria Strambi. Passionist 1745 bis 1824. Hildesheim 1927. Borgmeyer, OCLC 966666177.
- Morganti, Pasquale: Maria und der Priester. Hildesheim. Borgmeyer, OCLC 71964777.
- Msgr. Salotti, Carlo: Die selige Lucia Filippini. Stifterin der Frommen Lehrerinnen. 390 Seiten. Hildesheim 1928. Borgmeyer, OCLC 162884256.
- Pierino Tonini in Trient. Franz Borgmeyer. Hildesheim. 1923, OCLC 72056226.
- Pio da Mazzarino, Leben der Jungfräulichen Dienerin Gottes Veronika Barone, Tertiarin von Vizzini, Sizilien. Hausen-Sarlouis. 1913, OCLC 72712134.
- Prinzessin Klothilde von Savoyen: ein kurzes Lebensbild Fanfani, Lodovico Giuseppe. Saarlouis. Hausen. 1914, OCLC 72477802.
- Der Heiland am Krankenbett. Bregenz. Teutsch, OCLC 72102199.
- Zwei Priester nach dem Herzen Gottes. Bregenz. Teutsch, OCLC 72102216.
- Tugendleben der seligen Familienmutter Anna Maria Taigi: 1769–1837 Callisto, della Providenza. St. Ottilien. Missionsverlag. 1923, OCLC 721152309.
- G. Pietro Sinopoli di Giunta: Kardinal Mariano Rampolla del Tindaro. Hildesheim 1929, OCLC 253054129.